# Голобородько Олександр Миколайович
Голобородько Олександр Миколайович (нар. 5 грудня 1950, Коркіно, Челябінська область, Росія) — український державний та політичний діяч, народний депутат України 1-го скликання, керівник ТОВ Виробничо-комерційна фірма «Механмонтаж».

## Біографія
Закінчив Челябінський політехнічний інститут, інженер-економіст.
Після закінчення інституту — інженер; майстер; начальник цеху; директор Харківського інструментального заводу (потім —  Харківського виробничого кооперативу «Інструмент»).
Член КПРС з 1979 до 1991 року.
18.03.1990 року обраний народним депутатом України, 2-й тур, 51,94 % голосів, 8 претендентів. Член Комісії ВР України з питань економічної реформи і управління народним господарством.